# فرقة الأنياب (شرطة الجزائر)

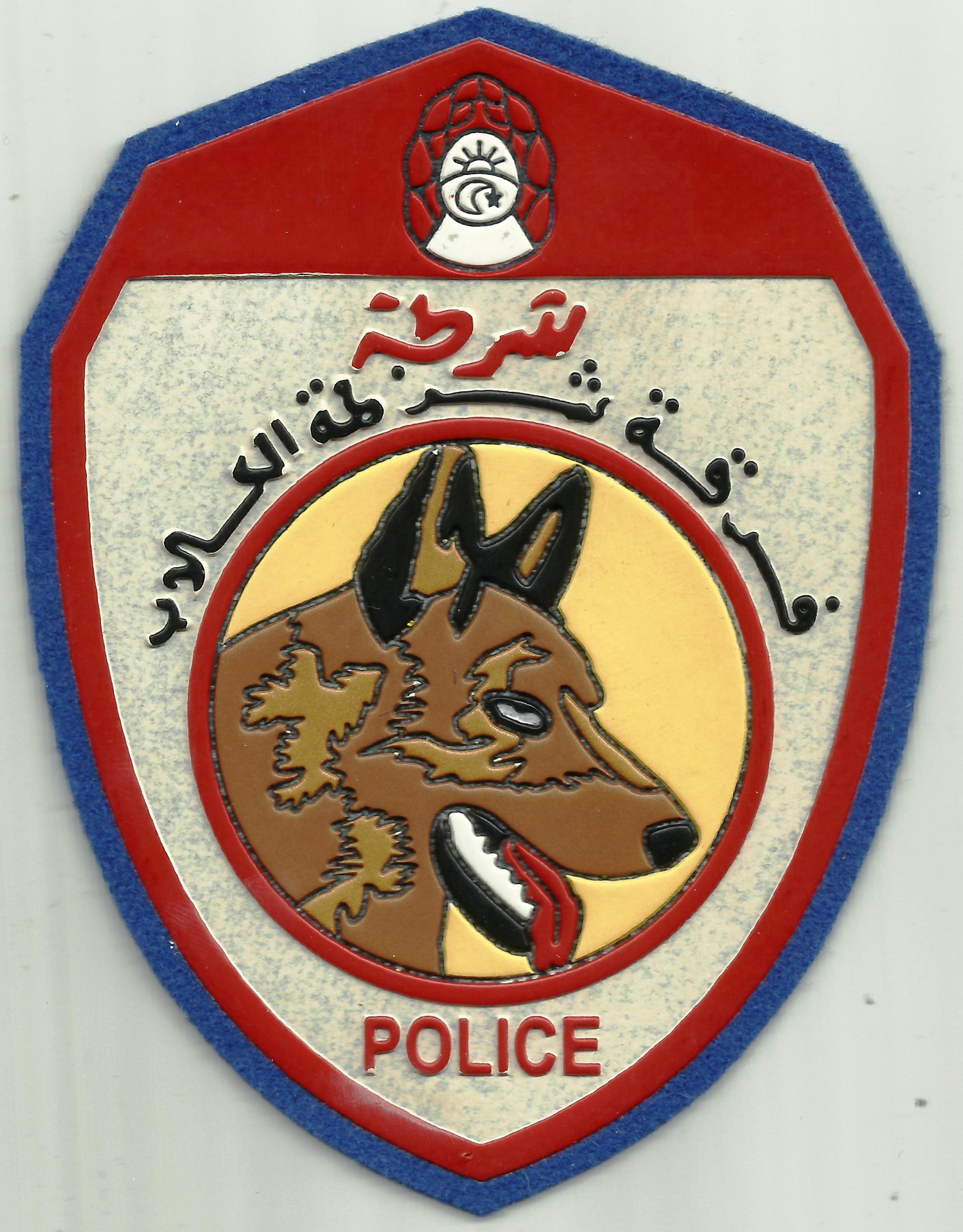
شعار فرقة الأنياب بالشرطة الجزائرية

فرقة الأنياب تم إنشائها للأمن الوطني الجزائري لأول مرة بالمدرسة التطبيقية للشرطة بالصومعة ليتم نقل مقرها فيما بعد إلى الوحدة الجمهورية الثانية للأمن بالدار البيضاء عام 2001 م. عملت الوحدة الجمهورية الثانية للأمن سنوياً ومنذ العام 2003 م على تخريج دفع من فرق الأنياب تتكون من 15 عون شرطة مرفقين ب 15 كلب بوليسي.
يتم انتقاء وإستيراد الكلاب البوليسية في عمر سنة واحدة وبشكل دقيق من سلالة الراعي الألماني والراعي البلجيكي (مالينوا) والراعي الإنجليزي (برادور)، فور وصولها يقوم البيطريون العاملون لدى الأمن الوطني بفحصها والتأكد من سلامتها لتدخل فيما بعد للترويض والتدريب على تخصصات متعددة (سلاح، مخدرات، متفجرات ...).
يخضع ممرنوا كلاب الشرطة (أعوان شرطة) لشروط انتقاء صارمة جداً أهمها أن يكون المترشح متطوعاً لهذا العمل ومحباً للكلاب عارفاً بطباعها ثم يمر لمرحلة الفحص الطبي والنفسي إذ يجب أن يتمتع المترشح بلياقة بدنية عالية ولا يعاني من أي حساسية وينجح في الامتحان النفسي، بعد ذلك يدخل في تكوين لمدة 6 أشهر ليباشر بعد انتهائه النشاط الميداني.

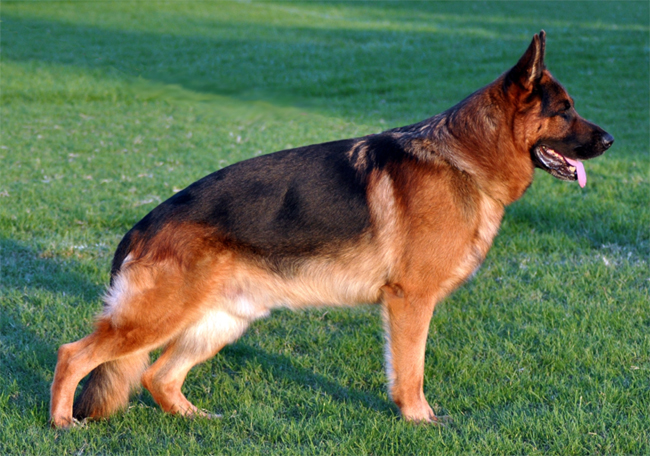
كلب الراعي الألماني
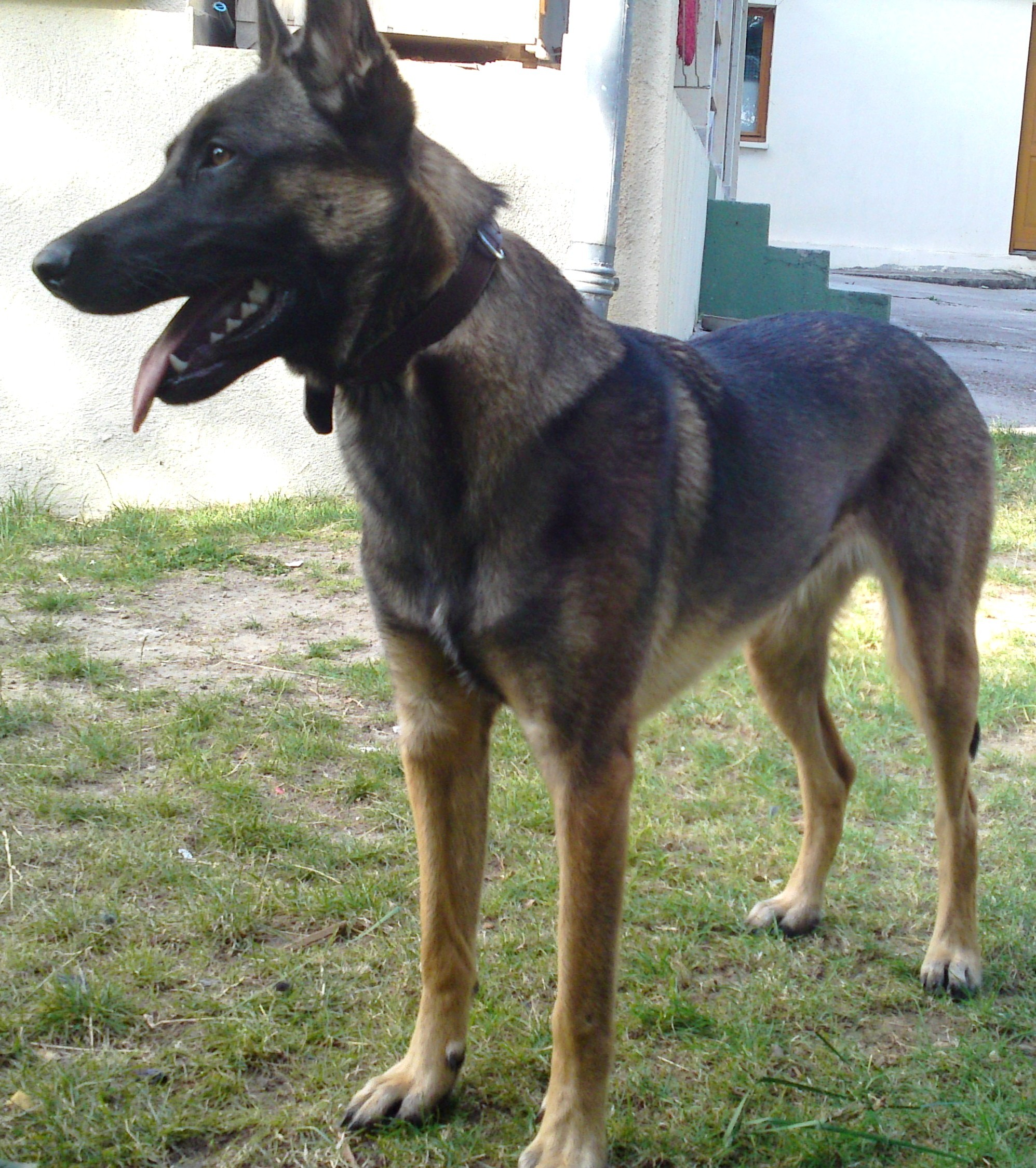
كلب الراعي البلجيكي (مالينوا)
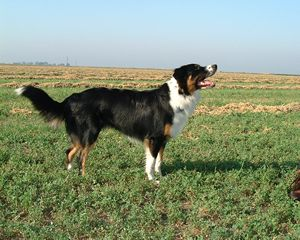
كلب الراعي الإنجليزي (برادور)